# William Radcliffe Birt
William Radcliffe Birt (15 de julio de 1804- 14 de diciembre de 1881) fue un astrónomo aficionado británico del siglo XIX. Birt trabajó extensamente con John Herschel, llevando a cabo una ingente tarea de investigación meteorológica sobre la atmósfera terrestre entre 1843 y 1850. La mayor parte de su trabajo se conserva en la "Scientist's Collection" de la Sociedad Filosófica Americana.

## Reconocimientos
- El cráter lunar Birt lleva este nombre en su honor.[2]

## Lecturas relacionadas
- Forbes, Eric (1970–80). "Birt, William Radcliff". Dictionary of Scientific Biography 2. New York: Charles Scribner's Sons. p. 147. ISBN 978-0-684-10114-9.
- Obituario en MNRAS, (1882) v. 42, p. 142-144.